# جوهان مارتل بيليتي
جوهان مارتل بيليتي (بالفرنسية: Johanne Martel-Pelletier)‏ طبيبة كندية، نالت درجة الماجستير والدكتوراه في علم وظائف الأعضاء من جامعة مونتريال، حيث واصلت تدربها في قسم الفيزياء الحيوية في الجامعة ذاتها، بالإضافة إلى تدربها في قسم الرثويات (طب الروماتزم) في جامعة ميامي في فلوريدا بالولايات المتحدة. عملت كأستاذ مساعد في كلية الطب في جامعة مونتريال وتدرَّجت في الوظائف الأكاديمية إلى أن أصبحت أستاذاً سنة 1995م. كما تشغل منصب مديرة مشاركة لوحدة بحوث التهاب العظام والمفاصل في مركز البحوث بمستشفى نوتردام الجامعي، الذي أسسته مع زوجها البرفيسور جان بيير بيليتي. تركزت بحوثها المشتركة مع جان بيير بيليتي في فهم آليات تآكل النسج الغضروفية، وكيفية نشوء الاعتلالات الوظيفية، التي تؤدي إليه. بالإضافة إلى قيامهما بإجراء دراسات أساسية وسريرية نحو تطوير عقاقير جديدة لإيقاف تطور مرض تآكل المفاصل، واستخدام تصوير الرنين المغنطيسي لتقييمه ومتابعة مراحل تطوره. نالت بيليتي جائزة الملك فيصل العالمية في الطب سنة 1431 هـ/2010 م مشاركة مع زوجها البروفيسور جان بيير بيليتي لأبحاثهما الأساسية والسريرية التي أجرياها على مدى ثلاثة عقود في أمراض تآكل المفاصل، كما شاركهما الجائزة البروفيسور رينهولد جانز.